# NGC 2614
NGC 2614 é uma galáxia espiral (Sc) localizada na direcção da constelação de Ursa Major. Possui uma declinação de +72° 58' 36" e uma ascensão recta de 8 horas, 42 minutos e 47,6 segundos.
A galáxia NGC 2614 foi descoberta em 1 de Dezembro de 1863 por Heinrich Louis d'Arrest.